# Lijst van nummer 1-hits in de Verrukkelijke 15 in 2022
Deze nummers stonden in 2022 op nummer 1 in de Verrukkelijke 15.
| Nummer | Datum        | Artiest                 | Titel                      |
| ------ | ------------ | ----------------------- | -------------------------- |
| 178    | 9 januari    | White Lies              | I Don't Want to Go to Mars |
| 179    | 16 januari   | Franz Ferdinand         | Billy Goodbye              |
| 180    | 23 januari   | Stromae                 | L'enfer                    |
|        | 30 januari   | Stromae                 | L'Enfer                    |
|        | 6 februari   | Stromae                 | L'Enfer                    |
|        | 13 februari  | Stromae                 | L'Enfer                    |
|        | 27 februari  | Stromae                 | L'Enfer                    |
|        | 6 maart      | Stromae                 | L'Enfer                    |
| 181    | 13 maart     | Red Hot Chili Peppers   | Black Summer               |
| 182    | 20 maart     | Franz Ferdinand         | Curious                    |
|        | 27 maart     | Franz Ferdinand         | Curious                    |
| 183    | 3 april      | The Black Keys          | Wild Child                 |
| 184    | 10 april     | S10                     | De Diepte                  |
| 183    | 17 april     | The Black Keys          | Wild Child                 |
| 185    | 24 april     | DI-RECT                 | Through the Looking Glass  |
|        | 1 mei        | DI-RECT                 | Through the Looking Glass  |
| 186    | 8 mei        | Voltage                 | I'll Be Alright            |
|        | 15 mei       | Voltage                 | I'll Be Alright            |
|        | 22 mei       | Voltage                 | I'll Be Alright            |
| 187    | 29 mei       | Son Mieux               | Multicolor                 |
|        | 5 juni       | Son Mieux               | Multicolor                 |
|        | 12 juni      | Son Mieux               | Multicolor                 |
| 188    | 19 juni      | Paolo Nutini            | Through the Echoes         |
| 187    | 26 juni      | Son Mieux               | Multicolor                 |
|        | 3 juli       | Son Mieux               | Multicolor                 |
| 189    | 10 juli      | Young Gun Silver Fox    | West Side Jet              |
| 190    | 17 juli      | Editors                 | Karma Climb                |
| 189    | 24 juli      | Young Gun Silver Fox    | West Side Jet              |
|        | 31 juli      | Young Gun Silver Fox    | West Side Jet              |
|        | 7 augustus   | Young Gun Silver Fox    | West Side Jet              |
|        | 14 augustus  | Young Gun Silver Fox    | West Side Jet              |
| 191    | 21 augustus  | Gorillaz & Thundercat   | Cracker Island             |
|        | 28 augustus  | Gorillaz & Thundercat   | Cracker Island             |
| 192    | 4 september  | DeWolff & Dawn Brothers | What Kind of Woman         |
| 193    | 11 september | Voltage                 | Rollin' with the Punches   |
|        | 19 september | Voltage                 | Rollin' with the Punches   |
|        | 25 september | Voltage                 | Rollin' with the Punches   |
|        | 2 oktober    | Voltage                 | Rollin' with the Punches   |
|        | 9 oktober    | Voltage                 | Rollin' with the Punches   |
|        | 16 oktober   | Voltage                 | Rollin' with the Punches   |
| 194    | 23 oktober   | The National & Bon Iver | Weird Goodbyes             |
|        | 30 oktober   | The National & Bon Iver | Weird Goodbyes             |
| 195    | 6 november   | Young Gun Silver Fox    | Rolling Back               |
| 196    | 13 november  | DeWolff                 | Heart Stopping Kinda Show  |
| 197    | 20 november  | Blackbird               | Built And Broken           |
|        | 27 november  | Blackbird               | Built And Broken           |
| 198    | 4 december   | Son Mieux               | This Is the Moment         |
|        | 11 december  | Son Mieux               | This Is the Moment         |